# Адијаман (вилајет)
Вилајет Адијаман  (тур. Adıyaman ili) је вилајет у Турској смештен у југоисточној Анатолији. Административни центар вилајета је град Адијаман.
Грана великог Ататурк резервоара лежи између Адијамана и града Самсата.
До 1954. Адијаман је био град у вилајету Малатија, али је издвојен и постао је центар истоимене провинције. Вилајет је део Турског Курдистана и Курди су већина.